# Аллегрен, Этьен
Этье́н Аллегре́н, Аллегрэн (фр. Étienne Allegrain; 1644, Париж, Королевство Франция — 2 апреля 1736, там же) — французский живописец и гравёр, видный пейзажист «большого стиля» эпохи царствования Людовика XIV.
Вдохновлённый умозрительными построениями на картинах его предшественников, Никола Пуссена и Клода Лоррена, Аллегрен, в своих идеализированных пейзажах с хорошо выстроенной линейной перспективой, стремился — и не безуспешно — создавать празднества для глаз. Спокойная атмосфера его ландшафтов с продуманной игрой света и тени создаёт у зрителя умиротворяющее, созерцательное настроение.

## Биография
В юности Этьен Аллегрен был учеником пейзажиста Анри Моперше (1602—1686). Впоследствии, уже как самостоятельный художник, он получал многочисленные заказы от короля, создавая тематическое оформление дворца Трианон и зверинца в Версале.
4 декабря 1677, всего лишь 33 лет от роду, Аллегрен был принят в Королевскую Академию живописи и скульптуры.
Кроме живописи, он занимался резцовой гравюрой и офортом. Работы Аллегрена были любимы и пользовались спросом у просвещённой публики. Этьен Аллегрен — основатель династии живописцев и скульпторов: отец Габриэля Аллегрена (1679—1748), также художника-пейзажиста, работы которого с трудом отличают от работ отца. В свою очередь, сын Габриэля, Кристоф Габриэль Аллегрен, был хотя и известным скульптором, но находился под сильным влиянием своего более знаменитого сводного брата, тоже скульптора Жана-Батиста Пигаля.

## Картины Этьена Аллегрена в музейных собраниях
- Пейзаж с Моисеем, спасенным из воды холст, масло 88 × 114,8 см. Последняя четверть XVII — первая треть XVIII вв. Государственный Эрмитаж, СПб; № ГЭ-1133.
- Пейзаж с античным городом и саркофагом холст, масло 96 × 127 см. ГМИИ им. А. С. Пушкина, Москва; приобрет. Дирекцией худ. выставок и панорам в 1951; до 1821 в собр. А. С. Власова, Москва. Инв. № Ж-3588
- Пейзаж со стадом / Paysage au troupeau холст, масло, 1-я четверть XVIII в. Париж; Лувр, отдел живописи; INV 2318
- Пейзаж с рекой / Paysage a la riviere холст, масло, 1-я половина XVIII в. Париж; Лувр, отдел живописи; INV 2316
- Руины храма над озером / Ruins of a Temple by a Lake отмывка серым тоном поверх карандашного рисунка 19,1 × 29.5 см. Метрополитен-музей, Нью-Йорк; Nº 1981.15.1